# VEB Noremat Nossen
Der VEB Noremat Nossen war ein Werk für Bauelemente der Regelungstechnik und Automatisierung in der DDR.
Schon 1871 wurde die Waagenfabrik „Wagner und Söhne“ in Nossen gegründet, 1890 folgte eine Waagenfabrik der Gebrüder Werbig, die bis zur Enteignung 1946 erfolgreich produzieren konnte. Der Betrieb wurde als Nossner Waagenfabrik (NOWA) fortgeführt – als Werk II (Nossen) der Oschatzer Waagenfabrik (OWA). Produziert wurden vor allem Dezimal- und Haushaltswaagen.
Anfang der 1960er Jahre erfolgte die Umwandlung der Produktionspalette und eine wesentliche Vergrößerung. Er wurde im Zuge der Bildung von Kombinaten 1979 dem VE Kombinat Elektro-Apparate-Werke „Friedrich Ebert“ Berlin angeschlossen.
Produziert wurden ESER-Systemeinschubeinheiten und -schränke (Einheitliches System der elektronischen Rechentechnik) sowie Metallbälge als ein- oder mehrwandige Kupplungen zwischen flüssigkeitsführenden Leitungen.
Der erste Werkleiter hieß Becker, der technische Leiter/Produktionsdirektor Dieter Richter, der Hauptbuchhalter Rolf Hänsgen und der Personalchef Engmann. Der letzte Betriebsdirektor bis zur  Wende war Günter Janousek, der Parteisekretär war Egon Leistner.
Nach der Wende wurde das Unternehmen privatisiert. Unter dem Namen Noremat GmbH firmiert heute ein Unternehmen für Bauprodukte. Metallbälge werden von der FLEXOMAT GmbH im Gewerbegebiet Heynitz-Lehden in wesentlich kleinerem Maßstab weiterproduziert.